# 直接保存协议
直接保存协议（英語：Direct Save Protocol），缩写为XDS（for X Window Direct Save Protocol），这是一个用以支持拖放到文件管理器以保存文件的软件协议。
XDS是一个适用于类Unix操作系统中X Window系統图形用户界面的特性。
XDS建立在XDND协议之上。